# Csomagkezelő

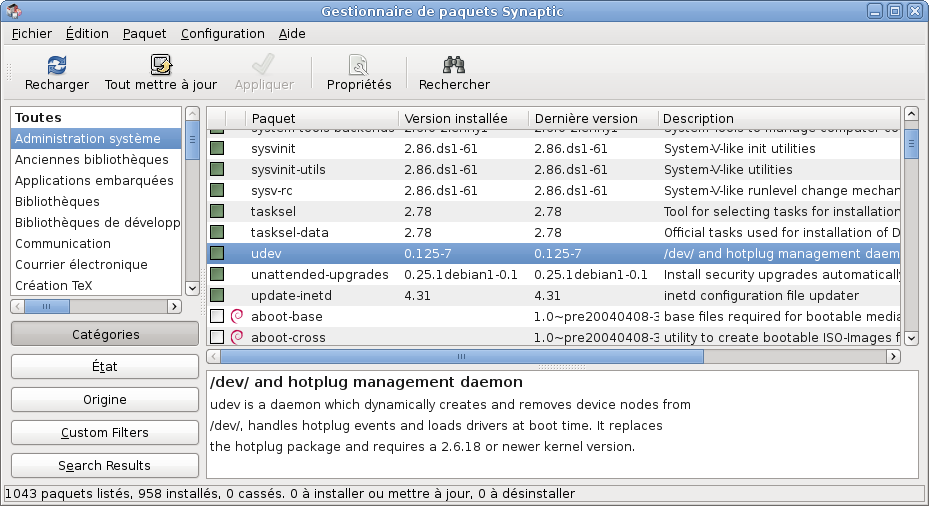
A Synaptic egy grafikus felület a Debian és leszármazottainak APT csomagkezelőjéhez.

Csomagkezelőnek nevezzük a számítástechnikában azokat a szoftvereket, amelyek egységes felületet nyújtanak különféle programok és programkönyvtárak telepítéséhez, frissítéséhez, eltávolításához és konfigurálásához.
A csomagkezelők működése csomagokon alapul, ami az adott szoftver összes fájlját magába foglaló (tömörített) állomány. A csomagok olyan kisegítő adatokat is tárolnak, mint a program neve, leírása, verziója, ellenőrző összege (checksum) és a szoftver működéséhez szükséges függőségek listája. Telepítés után ezek egy helyi adatbázisba kerülnek, ami megkönnyíti a további műveleteket.
A csomagok általában automatikusan kerülnek letöltésre ún. tárolókból (angol: repository), de szükség szerint előre letöltött állományokat is telepíthetünk. Tárolókat tarthatnak fent operációsrendszer-disztribúciók, szoftvercégek és magánszemélyek, de akár egyes programozási nyelvek is (pl. Rust – crates.io, Python – PyPi, Perl – CPAN).

## Fordítás
- Ez a szócikk részben vagy egészben  a   Package manager című angol Wikipédia-szócikk ezen változatának fordításán alapul.  Az eredeti cikk szerkesztőit annak laptörténete sorolja fel. Ez a jelzés csupán a megfogalmazás eredetét és a szerzői jogokat jelzi, nem szolgál a cikkben szereplő információk forrásmegjelöléseként.